# Holení

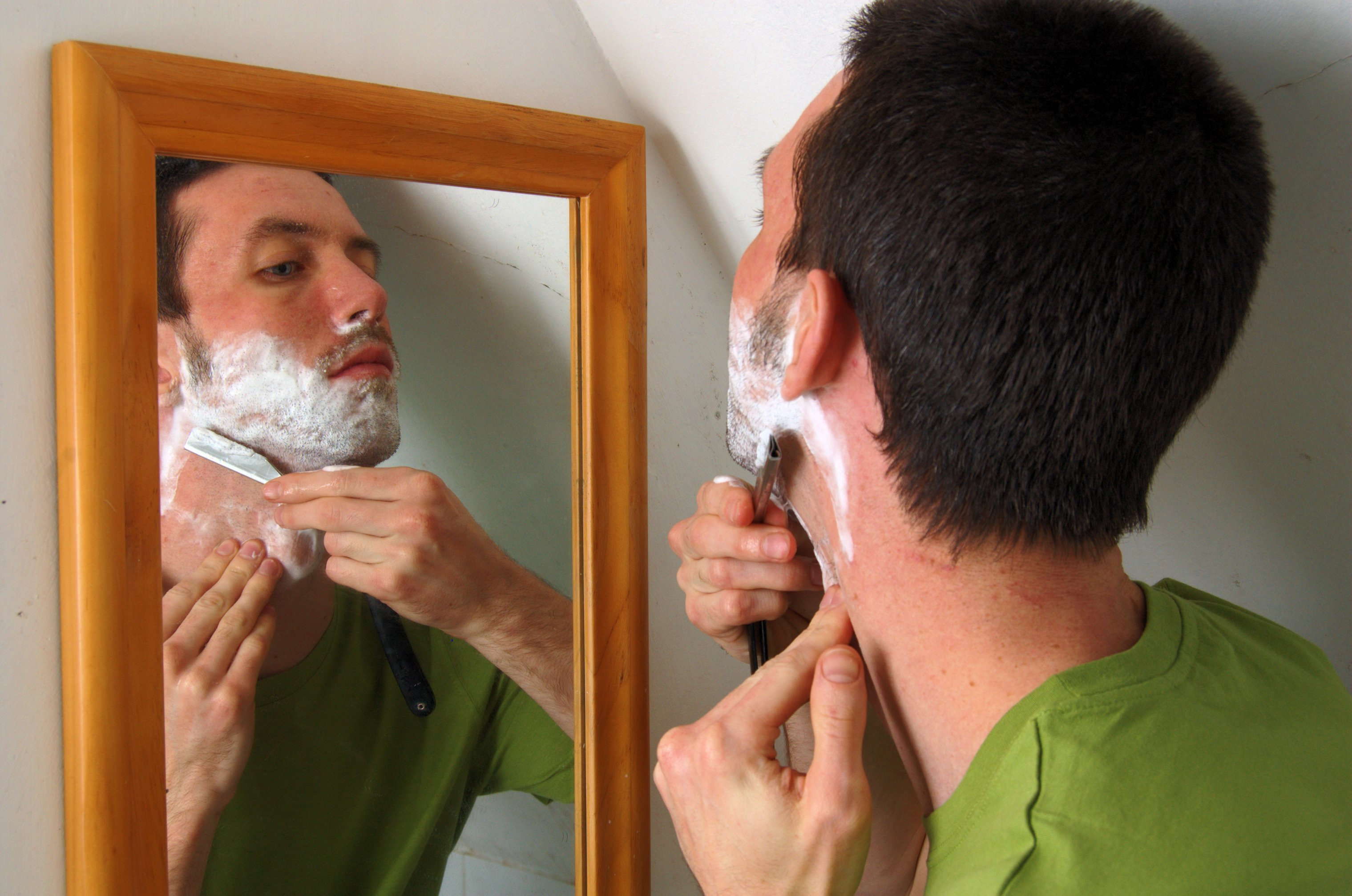
Holení břitvou

Holení je proces odstraňování chlupů nebo vlasů nad kůží. Jedná se o časově a finančně nenáročný druh depilace s minimální dráždivostí pokožky a různou periodou opakování.

## Nástroje
K holení se používají nejčastěji holicí strojky nebo speciální nože – břitvy:
- mechanické (břitva, žiletka či vícebřitý ruční strojek, tzv. mokré holení za použití gelu nebo pěny)
- elektrické (tzv. suché holení).

## Holení žiletkou
- Je-li holený porost dlouhý, je doporučeno jej nejprve zkrátit nůžkami a zastřihovačem.
- Před samotným holením je vhodné holená místa navlhčit teplou vodou, což zapříčiní roztažení pórů. Pokožka tak bude více odolná proti poškrábání. Aplikaci horké vody lze provést namočeným ručníkem, popřípadě kombinovat s horkou párou, nebo jednoduše holení provést po horké koupeli nebo sprše.
- Volitelně lze aplikovat gel před holením nebo olej před holením.
- Aplikujeme holicí pěnu či holicí gel, které mají za úkol vlasy změkčit a usnadnit jejich zkracování. Gel bývá o trochu hustší a spíše se dostane na všechna místa, pěna (instantní – ve spreji nebo klasická, která se míchá z vody a mýdla na holení) se typicky nanáší štětkou na holení. Pěnu či gel necháme 2–3 minuty působit. Pro důkladnější zjemnění vousů lze poté pěnu teplou vodou smýt a nanést ještě jednou.
- Snažíme se mít pokožku co nejvíce napnutou. Na žiletku příliš netlačíme, snížíme tím riziko pořezání se. Na to, v jakém úhlu proti růstu vousů by měly být tahy vedeny, se názory různí; na kvalitu oholení by to nemělo mít vliv.
- Žiletku po každém jednom, max. dvou tazích očistíme ve vodě, abychom se zbavili chloupků, které uvízly v čepeli holicího strojku. Zabráníme tak zbytečnému podráždění pokožky. U oboustranné žiletky lze s výhodou střídat obě strany. Voda, která žiletku oplachuje, by měla být teplá[1] a vždy čistá – nedoporučuje se oplachovat z jedné vody.
- V případě, že došlo k pořezání, se na krvácející místa aplikuje kamenec, který krvácení účinně zastavuje.
- Po holení opláchneme holená místa studenou vodou. Ta způsobí stažení pórů. Přebytečnou vlhkost lze vysušit ručníkem (pouze jemným přikládáním na pokožku, nikoli drhnutím). Volitelně lze opět aplikovat kamenec na případné ranky nebo místa s namožením pokožky.
- Naneseme vodu po holení, která zmírňuje podráždění a urychlí regeneraci pokožky. Nakonec lze použít balzám po holení, který pokožku desinfikuje, navoní (popřípadě i vyživí apod. – namísto balzámu lze použít i kolínskou). Nebo, v případě, že se chystáme ven, lze použít ochranný krém, který nyní holením zcitlivělou pokožku ochrání před vlivy počasí.

## Oblasti

### Muži
- tvář (většinou jen tu)
- podpaží
- pohlaví
- nohy (například cyklisté)
- hrud'

### Ženy
- nohy
- podpaží (móda od 20. století)[2]
- pohlaví (móda od 20. století)[3]
- obočí
- ruce

## Pověry
Nejčastější pověrou je, že po oholení se chlupy stávají silnějšími a tvrdšími. Toto zdání vyvolává fakt, že chlupy díky své krátkosti jsou tvrdé a tuhé. Po dosažení délky zhruba 1 cm dostávají chlupy opět původní podobu. Holením se též chlupy ani nezhušťují, ani neřídnou, dokonce ani nerostou rychleji.

## Problémy
Pokožka některých lidí může být tak citlivá, že při kontaktu s ostrou žiletkou dochází ke krvácení. Při holení jemných částí těla jako je podpaží nebo pohlaví pak v začátcích dochází k podráždění, které se projevuje zarudnutím. Navíc po pár dnech se v těchto oblastech objeví nežádoucí svědění. Jedinou účinnou obranou je častější holení citlivějších partií, na což si tělo časem zvykne a většina problémů zmizí.[zdroj?]

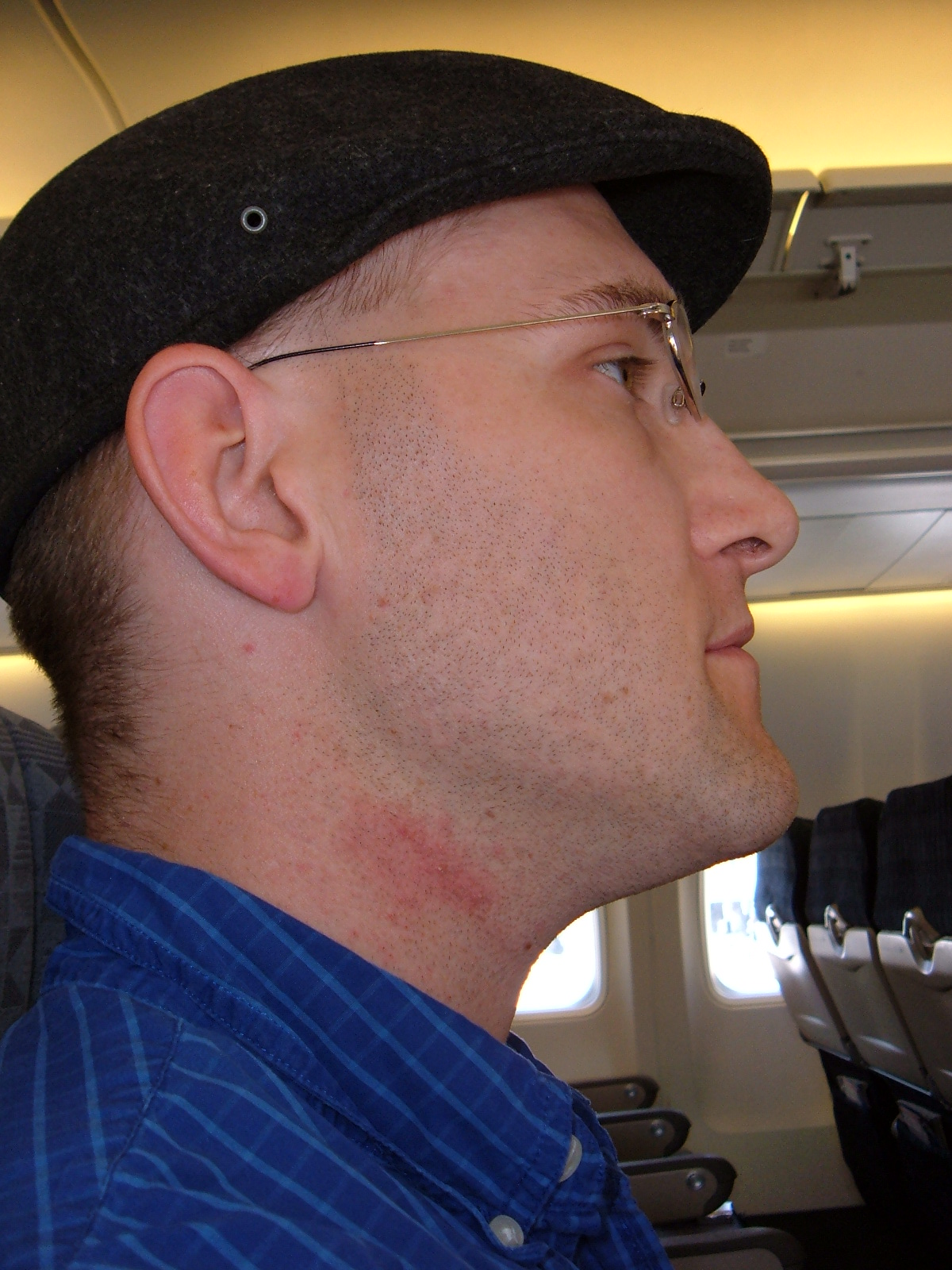
Zarudnutí pokožky po holení.
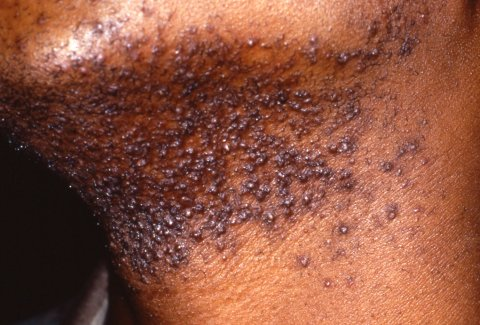
Pseudofolliculitis Barbae – trvalé podráždění pokožky po holení